# Porsche 919 Hybrid
O Porsche 919 Hybrid foi um esporte-protótipo LMP1-H (posteriormente LMP1) construído pela montadora alemã Porsche para disputar inicialmente o campeonato FIA WEC de corridas de resistência e as 24 Horas de Le Mans na temporada de 2014 . O carro foi apresentado ao publico pela primeira vez no Salão Internacional do Automóvel de Genebra, no dia 4 de março de 2014, na Suíça . O 919 Hybrid marcou o retorno da montadora alemã a competição na categoria máxima das corridas de endurance, com uma equipe de fábrica, desde a sua participação com Porsche 911 GT1 e Porsche LMP1-98 em 1998. Foi também o primeiro envolvimento com protótipos de corridas desde o RS Spyder em 2005 . 
A fabricante alemã investiu pela primeira vez em tecnologia híbrida com o 919 Hybrid contando com motor V4 produzindo 500 hp (370 kW). O sistema híbrido possui dois sistemas distintos de reaproveitamento de energia, o primeiro pelo calor dos gases do escapamento e  o segundo pela energia cinética do carro obtendo até 250 hp adicionais de potência, com o veículo tendo tração nas quatro-rodas (AWD) .
Denominado 919 Hybrid, o nome faz referência a inserção da montadora alemã na era dos carros híbridos como também em menção a dois de seus carros: o Porsche 917, carro de corrida da década de 1970, e o superesportivo da Porsche, o 918 . Utilizado durante quatro temporadas o 919 Hybrid obteve três títulos no campeonato FIA WEC  além de três vitórias nas 24 Horas de Le Mans em 2015, 2016 e 2017 . O 919 Hybrid competiu durante quatro temporadas do mundial de corridas de resistência da FIA mas foi retirado de competição no início da temporada de 2018 com a fabricante alemã mostrando interesse em entrar na categoria de monopostos da Formula E . Foram pilotos do 919 Hybrid nas competições: Romain Dumas, Earl Bamber, Nicky Tandy, Marc Lieb, Neel Jani e Timo Bernhard além dos pilotos de Fórmula 1 Mark Webber, Nico Hulkenberg, Andre Lotterer e Brendon Hartley. 

## Desenvolvimento
A Porsche demonstrava interesse em retornar a categoria máxima de esporte-protótipos desde seu ultimo envolvimento com projeto LMP2 do RS Spyder em parceria com a equipe Penske. Em 2011, Matthias Müller, CEO da Porsche AG, declarou que seria uma questão de tempo para a montadora retornar a competir por vitórias nas categorias principais e Hartmut Kristen, chefe da divisão de competição da Porsche, comentou que a divisão esportiva acompanhava o regulamento LMP1 em vistas ao ano de 2014 . Em 2013, Timo Bernhard e Romain Dumas são os primeiros pilotos anunciados para o retorno da montadora na competição para categoria híbrida LMP1-H . Os primeiros testes do 919 Hybrid aconteceram ao longo do ano de 2013 com Timo Bernhard fazendo o primeiro teste privado em 13 de junho de 2013  e com último teste em dezembro de 2013 no circuito de Algarve em Portugal, com ex-piloto da Red Bull Racing, Mark Webber .  
De 24 a 26 de março de 2014, a Porsche realizou seus primeiros testes no Circuito Paul Ricard e ajustou as configurações do 919 Hybrid com seus pilotos, cobrindo um total de 4.756 km (2.955 mi) com vários problemas técnicos, parando vários vezes durante a sessão de três dias . A corrida de estreia ocorreu nas 6 Horas de Silverstone de 2014 . 

## Especificações Técnicas
A versão original do Porsche 919 Hybrid de 2014 introduziu o uso de uma configuração de motor não convencional aos carros de corrida, com motor V4 de 2.0L, movido a gasolina, com 500 cv de potência .Estava equipado também com controle de tração e uma caixa de câmbio sequencial de sete marchas acionada hidraulicamente com possibilidade de travamento do diferencial traseiro . O 919 Hybrid possuía dois sistemas híbridos de recuperação de energia separados . O sistema de escapamento traseiro conectava-se a um gerador elétrico de duas turbinas para recuperar a energia térmica dos gases de escapamento . O sistema dianteiro por sua vez utilizava-se de um motor-gerador (MGU) de 185 kW (248 HP) sendo que durante a frenagem, a energia cinética seria convertida em energia elétrica e armazenada em baterias de íon-lítio  oferecendo aproveitamento de energia no eixo dianteiro e auxiliando na eliminação do fenômeno de lag no turbocompressor. Na aceleração, o eixo dianteiro das rodas operava com auxílio de um motor elétrico, via um diferencial, com motor a combustão ofertando a tração no eixo traseiro apenas . 
O carro possuía temporariamente tração nas quatro rodas, já que o motor elétrico direcionava 400 hp (300 kW) extras para as rodas dianteiras, perfazendo 1.000 hp (750 kW) de potência ao todo. O regulamento para os LMP1-H de 2014 homologava a inscrição do carro em vista as especificações da  capacidade de trabalho da unidade MGU podendo ser de incrementos de 2 MJ (0,56 kWh) numa faixa permitida de 2 a 8 MJ (0,56 a 2,22 kWh). A Porsche escolheu a especificação de 6 MJ (1,7 kWh), permitindo que o 919 Hybrid usasse de combustível aproximadamente 4,78L por volta no circuito de Le Mans .

### Porsche 919 Hybrid de 2015
Visando a vitória nas 24 Horas de Le Mans de 2015 e após um desempenho insatisfatório durante a temporada de 2014, a equipe da Porsche decidiu fazer mudanças no seu 919 Hybrid. A primeira delas foi a remodelação do nariz e da lateral do carro, começando com uma parte frontal completamente redesenhada, com uma larga entrada de ar abaixo do bico, que ficou mais afinado, enquanto que na lateral foram adicionadas mais saídas de ar para permitir uma melhor aerodinâmica no carro . O motor permaneceu igual a sua versão de 2014 enquanto que o protótipo foi especificado para classe de 8 MJ (2,2 kWh) por causa de um sistema híbrido mais leve, refinado e aprimorado, aumentando sua potência máxima para 294 hp (219 kW). Melhorias no chassi tornaram o peso do carro até 30kg mais leve . A versão 2015 foi evoluída aos longo dos anos para uso nas temporadas de 2016 e 2017 .

### Porsche 919 Hybrid de 2016
A estrutura do chassi em fibra de carbono do carro de 2015 foi mantida mas os demais componentes do 919 Hybrid passaram por uma extensa revisão na temporada de 2016. A especificação 919 Hybrid 2016 tinha três pacotes aerodinâmicos distintos. 
O novo regulamento permitia uma disponibilidade de combustível e energia por volta de até 8% menos  . O motor V4 foi redesenhado para ser mais leve e produzir entre  480 a 495 hp (358 a 369 kW) de potência, com melhoramentos no motor elétrico acoplado ao eixo dianteiro, a eletrônica de potência e as bateria sde íon-lítio na otimizados para produzir mais potência . A potência fornecida pelo eixo dianteiro era de mais de 400 hp (300 kW) com o carro tendo potência totalizada estimada de 900 hp (670 kW) para ambos os eixos dianteiro e traseiro.

### Porsche 919 Hybrid de 2017
A versão de 2017 preservou o monocoque adotado desde 2015 mas introduziu de 60 a 70% de modificações na parte aerodinâmica . As entradas de refrigeração para o radiador do carro foram redesenhadas para melhor refrigeração. A equipe também passou a adotar apenas dois kits de aerodinâmica em vistas das limitações impostas pelo regulamento para corte de custos fonte, com um pacote para as 24 Horas de Le Mans de 2017 com baixo arrasto aerodinâmico e o outro para circuitos com demanda de downforce  A Porsche permaneceu na categoria 8 MJ (2,2 kWh) MGU para a temporada de 2017. A configuração de força permaneceu inalterada sofrendo novas atualizações e melhorias. 

### Porsche 919 Evo

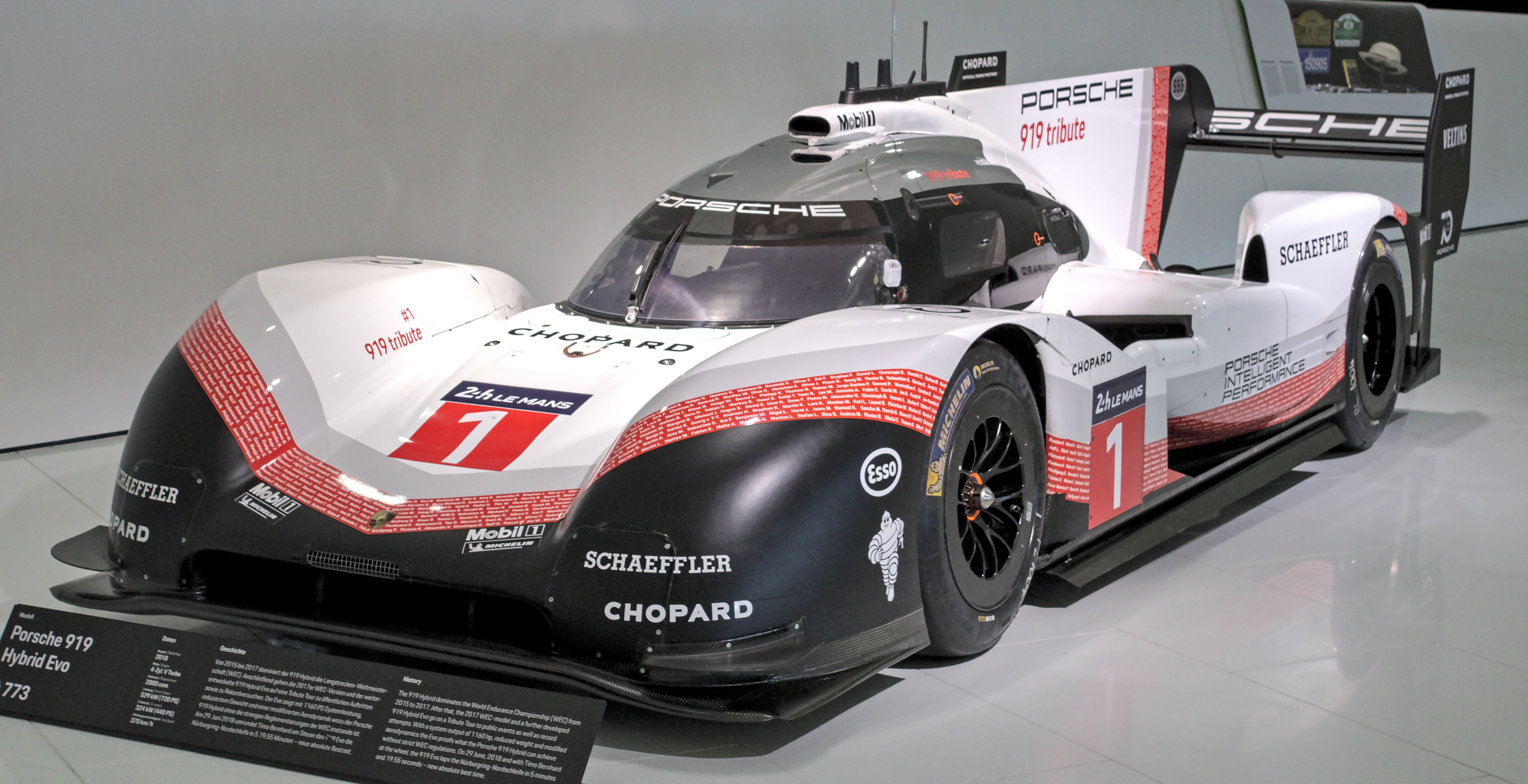
Porsche 919 Evo

A versão apresentada no ano de 2018 se tornou uma versão comemorativa do projeto 919 Hybrid não tendo participado em nenhuma competição oficial e redesenhada sem as limitações impostas no regulamento da LMP1. O motor V4 foi mantido para a versão Evo do mesmo projeto do 919 Hybrid de 2017 sem restrições de fluxo de combustível .  
Sistemas de resfriamento, limpa-vidros, faróis e outros dispositivos elétricos foram removidos diminuindo o peso do carro em 39 kg, comparado a versão de 2017 passando a pesar apenas 849 kg (1.872 lb)  sem piloto. Extensas atualizações aerodinâmicas foram introduzidas aumentando o downforce em até 53% e a eficiência aerodinâmica em 66%, em comparação com as especificações do 919 Hybrid nas 6 horas de Spa-Francorchamps em 2017. Essas atualizações consistem na inclusão de um sistema de redução de arrasto ativo, uma asa traseira alargada e um difusor dianteiro mais largo.
As especificações dessa nova versão o tornaram comparáveis em tempo de volta com os carros da temporada de 2017 da Fórmula 1 segundo a própria fabricante Porsche . O recorde de volta oficial, na temporada de 2017 de Fórmula 1, marcada no circuito de Circuito de Spa-Francorchamps obtida por Lewis Hamilton com seu carro Mercedes-AMG F1 W08 EQ Power+ foi 0,783 segundos mais lento que o tempo de volta obtido pelo piloto Neel Jani de 1min:41s 77 em volta lançada no mesmo circuito em 2018  . O recorde do 919 Evo foi superado oficialmente em tempo de volta apenas na temporada de Fórmula 1 de 2020 por Lewis Hamilton com tempo de volta cronometrado em 1min 41s 252, ou, 0,512s mais rápido .
Além disso, o piloto Timo Bernhard quebrou o recorde de volta estabelecido pelo alemão Stefan Bellof piloto da Porsche em 1983 com Porsche 956, obtendo o tempo de 5min19s546  no circuito de Nurburgring na pista norte (Nordschleife) .

## Porsche 919 Hybrid: Resultados no Campeonato Mundial de Endurance FIA WEC
Resultados em negrito indicam pole positivo e resultados em itálico indicam a volta mais rápida durante a corrida.
| Ano  | Equipe           | Classe | Pilotos                                   | Nº | Corridas | Corridas | Corridas | Corridas | Corridas | Corridas | Corridas | Corridas | Corridas | Pontos | Classificação geral |
| Ano  | Equipe           | Classe | Pilotos                                   | Nº | 1        | 2        | 3        | 4        | 5        | 6        | 7        | 8        | 9        | Pontos | Classificação geral |
| ---- | ---------------- | ------ | ----------------------------------------- | -- | -------- | -------- | -------- | -------- | -------- | -------- | -------- | -------- | -------- | ------ | ------------------- |
| 2014 | Porsche Team     | LMP1-H | Romain Dumas Neel Jani Marc Lieb          | 14 | SIL Ret  | SPA 4    | LMS 4    | COA 4    | FUJ 4    | SHA 3    | BHR 2    | SÃO 1    |          | 193    | 3°                  |
| 2014 | Porsche Team     | LMP1-H | Timo Bernhard Brendon Hartley Mark Webber | 20 | SIL 3    | SPA 8    | LMS NC   | COA 5    | FUJ 3    | SHA 6    | BHR 3    | SÃO Ret  |          | 193    | 3°                  |
| 2015 | Porsche Team     | LMP1   | Timo Bernhard Brendon Hartley Mark Webber | 17 | SIL Ret  | SPA 3    | LMS 2    | NÜR 1    | COA 1    | FUJ 1    | SHA 1    | BHR 5    |          | 344    | 1°                  |
| 2015 | Porsche Team     | LMP1   | Romain Dumas Neel Jani Marc Lieb          | 18 | SIL 2    | SPA 2    | LMS 5    | NÜR 2    | COA 5    | FUJ 2    | SHA 2    | BHR 1    |          | 344    | 1°                  |
| 2015 | Porsche Team     | LMP1   | Earl Bamber Nico Hülkenberg Nick Tandy    | 19 |          | SPA 6    | LMS 1    |          |          |          |          |          |          | 344    | 1°                  |
| 2016 | Porsche Team     | LMP1   | Timo Bernhard Brendon Hartley Mark Webber | 1  | SIL Ret  | SPA 4    | LMS 5    | NÜR 1    | MEX 1    | COA 1    | FUJ 3    | SHA 1    | BHR 3    | 324    | 1°                  |
| 2016 | Porsche Team     | LMP1   | Romain Dumas Neel Jani Marc Lieb          | 2  | SIL 1    | SPA 2    | LMS 1    | NÜR 4    | MEX 4    | COA 4    | FUJ 5    | SHA 4    | BHR 6    | 324    | 1°                  |
| 2017 | Porsche LMP Team | LMP1   | Neel Jani Nick Tandy André Lotterer       | 1  | SIL 3    | SPA 4    | LMS Ret  | NÜR 2    | MEX 2    | COA 2    | FUJ 3    | SHA 3    | BHR 3    | 337    | 1°                  |
| 2017 | Porsche LMP Team | LMP1   | Timo Bernhard Brendon Hartley Earl Bamber | 2  | SIL 2    | SPA 3    | LMS 1    | NÜR 1    | MEX 1    | COA 1    | FUJ 4    | SHA 2    | BHR 2    | 337    | 1°                  |

| Abreviação | Prova                            |
| SIL        | 6 Horas de Silverstone           |
| SPA        | 6 Horas de Spa-Francorchamps     |
| LMS        | 24 Horas de Le Mans              |
| NÜR        | 6 Horas de Nürburgring           |
| SÃO        | 6 Horas do São Paulo             |
| COA        | 6 Horas do Circuito das Americas |
| FUJ        | 6 Horas de Fuji                  |
| SHA        | 6 Horas de Xangai                |
| BHR        | 6 e 8 Horas do Bahrein           |
| MEX        | 6 Horas do México                |

## Galeria de fotos do Porsche 919 Hybrid

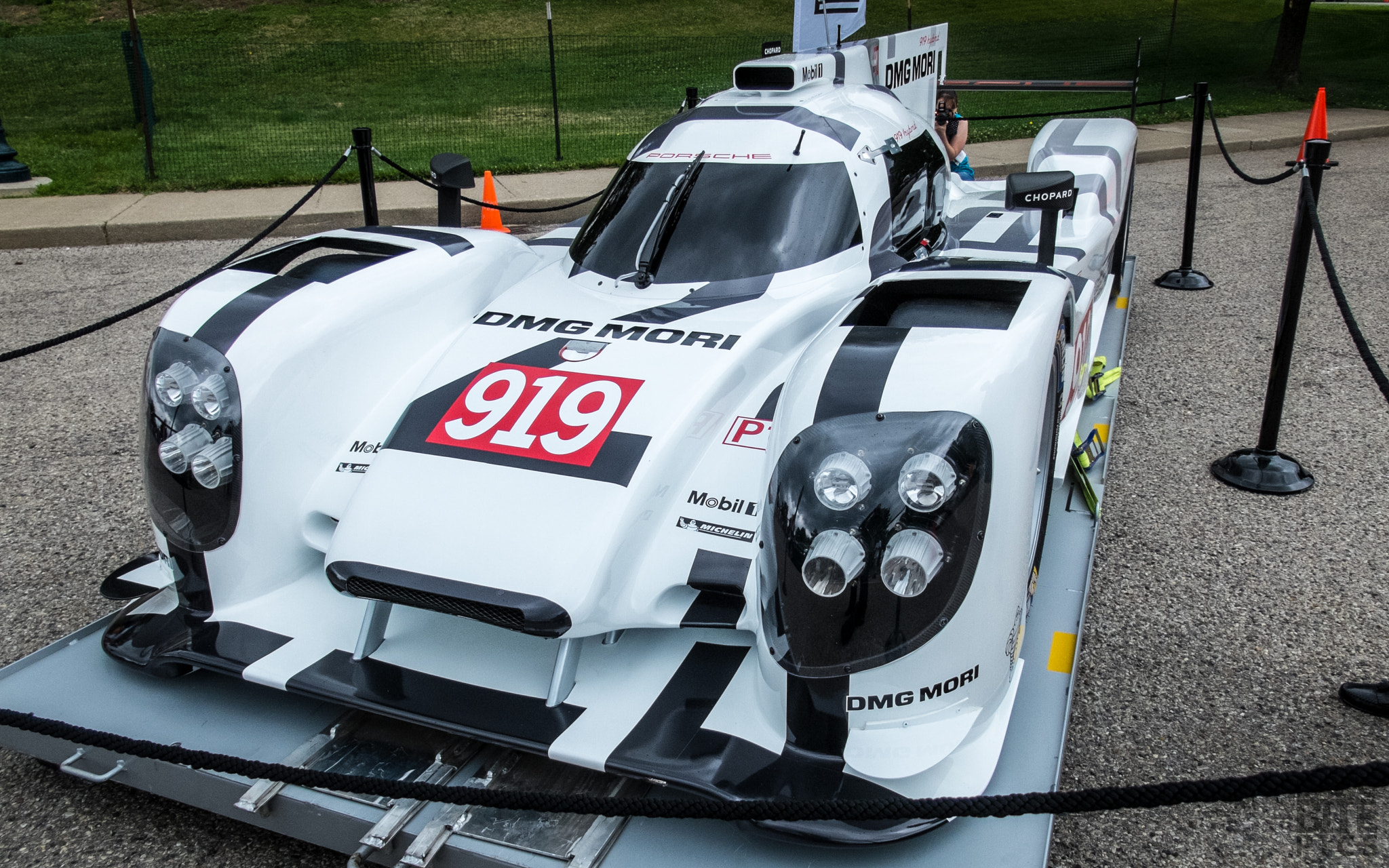
Porsche 919 Hybrid de 2014
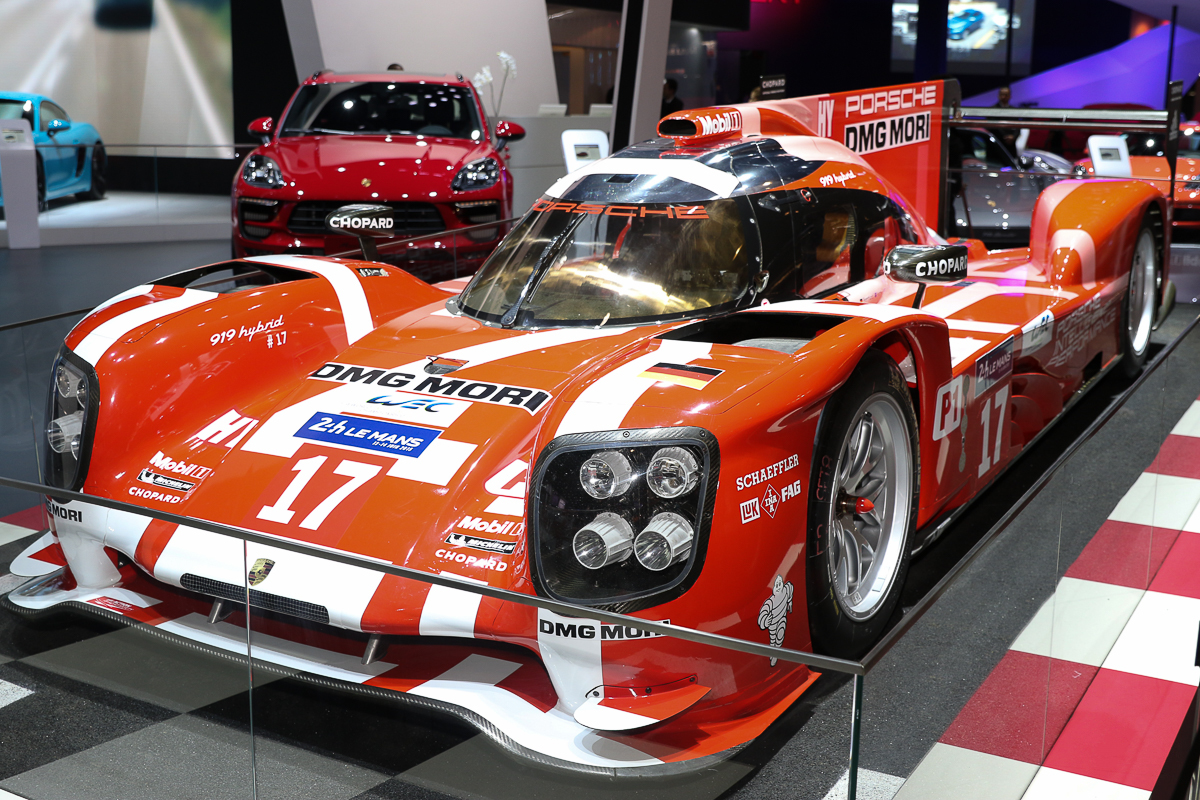
Porsche 919 Hybrid n°17 pilotado nas 24 Horas de Le Mans de 2015
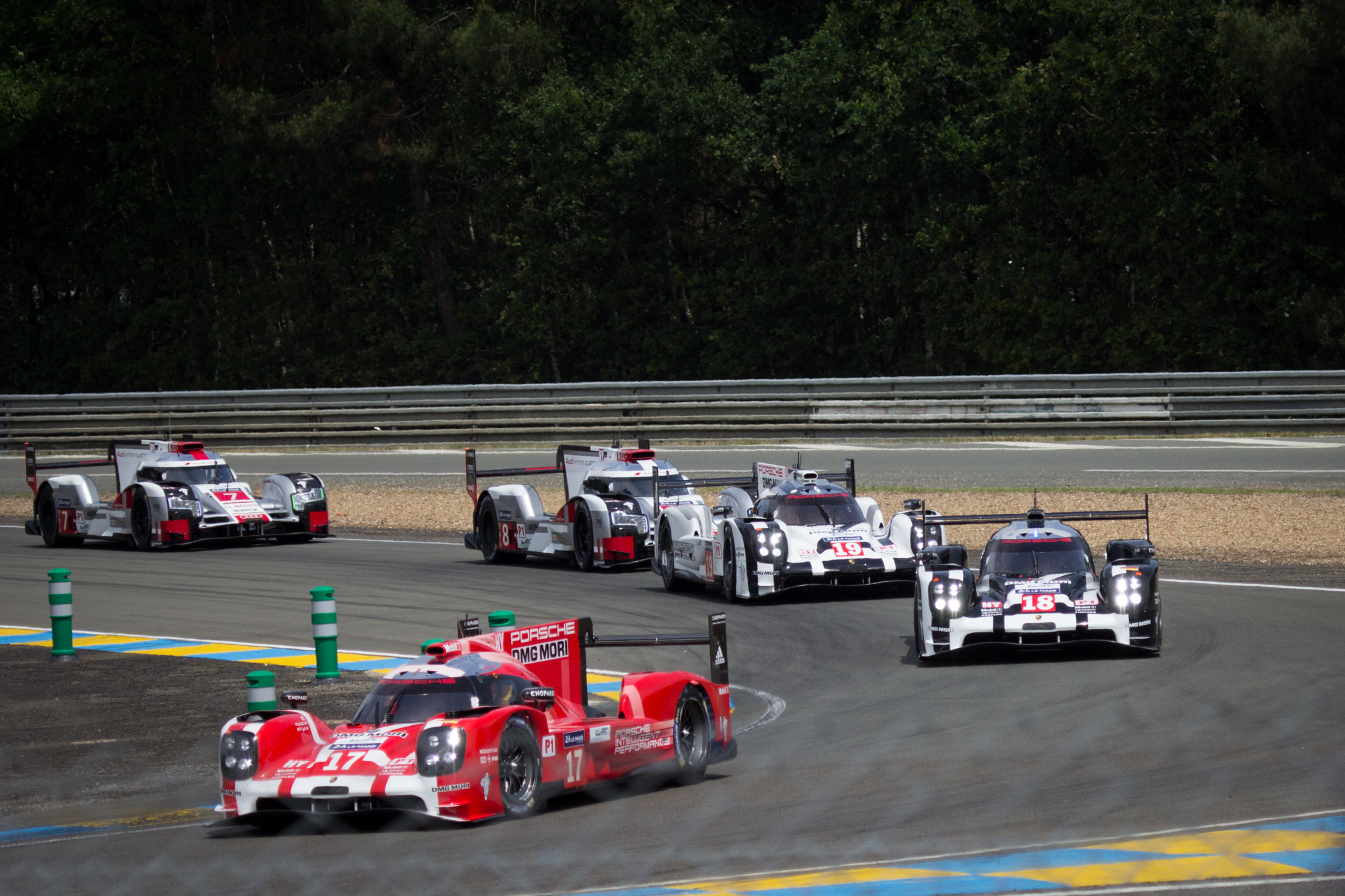
Os três carros da Porsche no final da reta de Mulsanne seguidos pelos Audi R18 e-tron quattro durante as 24 Horas de Le Mans de 2015, na França.
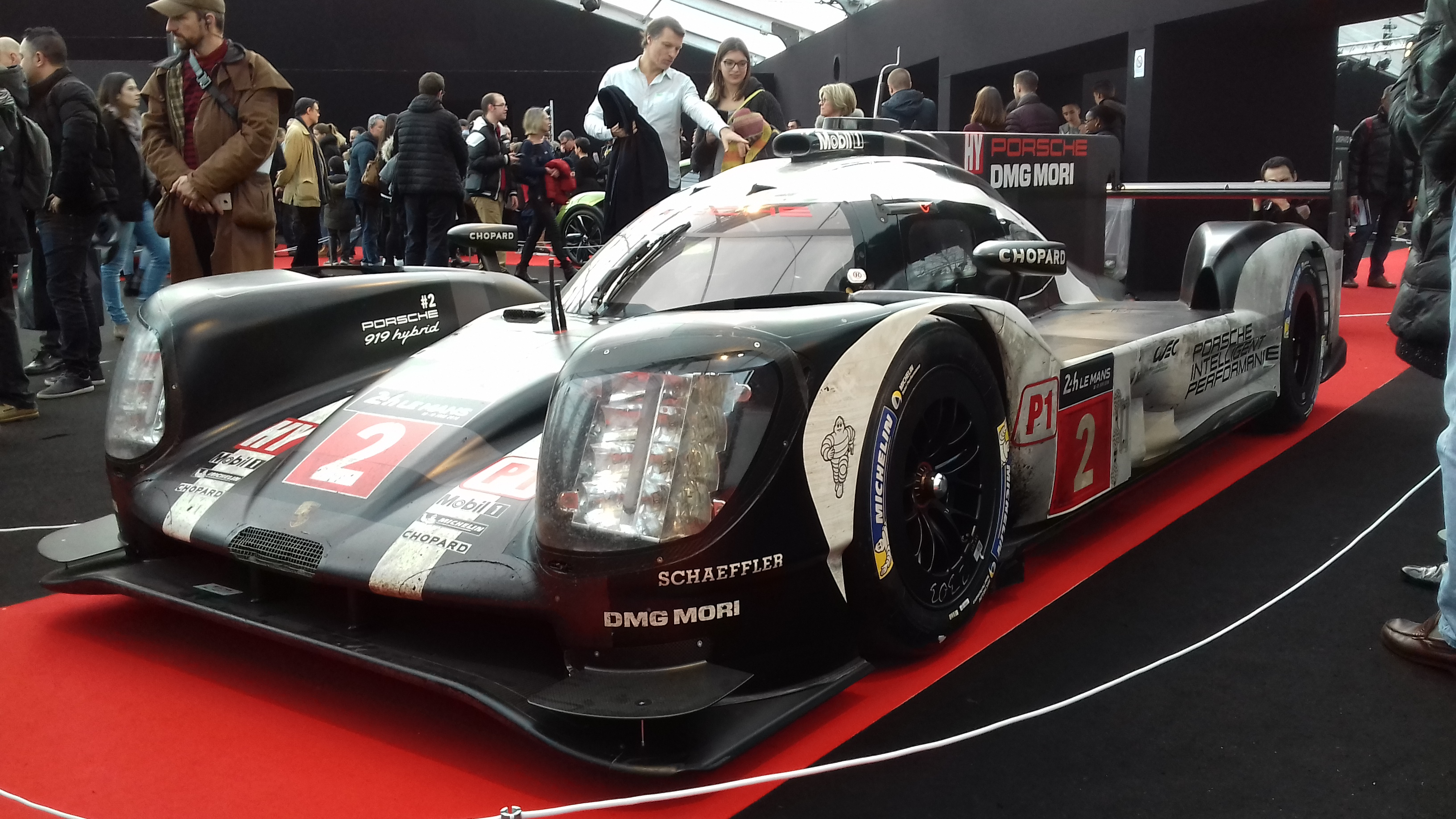
Porsche 919 Hybrid n°2 vencedor das 24 Horas de Le Mans de 2016.
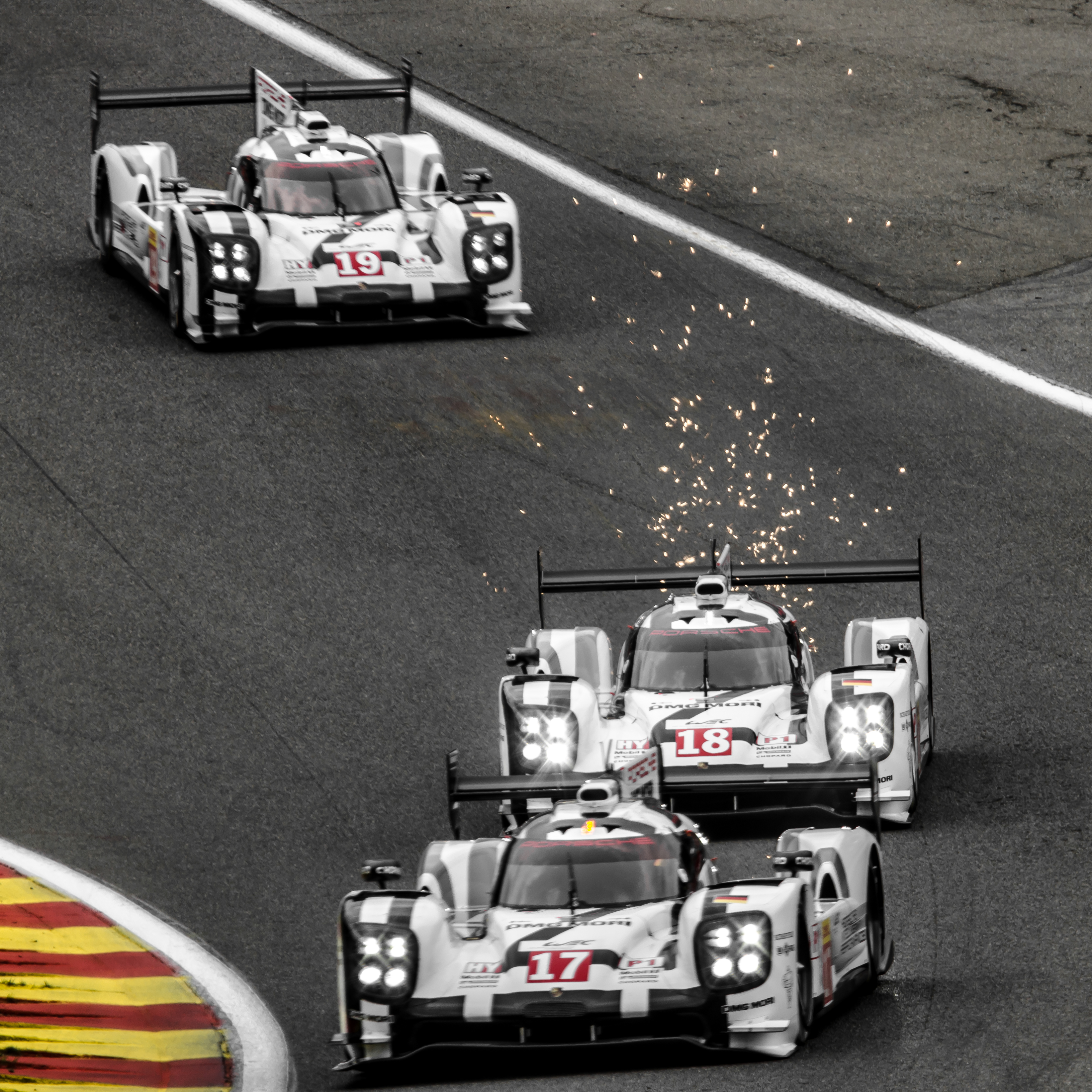
Três Porsche 919 Hybrid nas 6 Horas de Spa-Franchorchamps de 2015
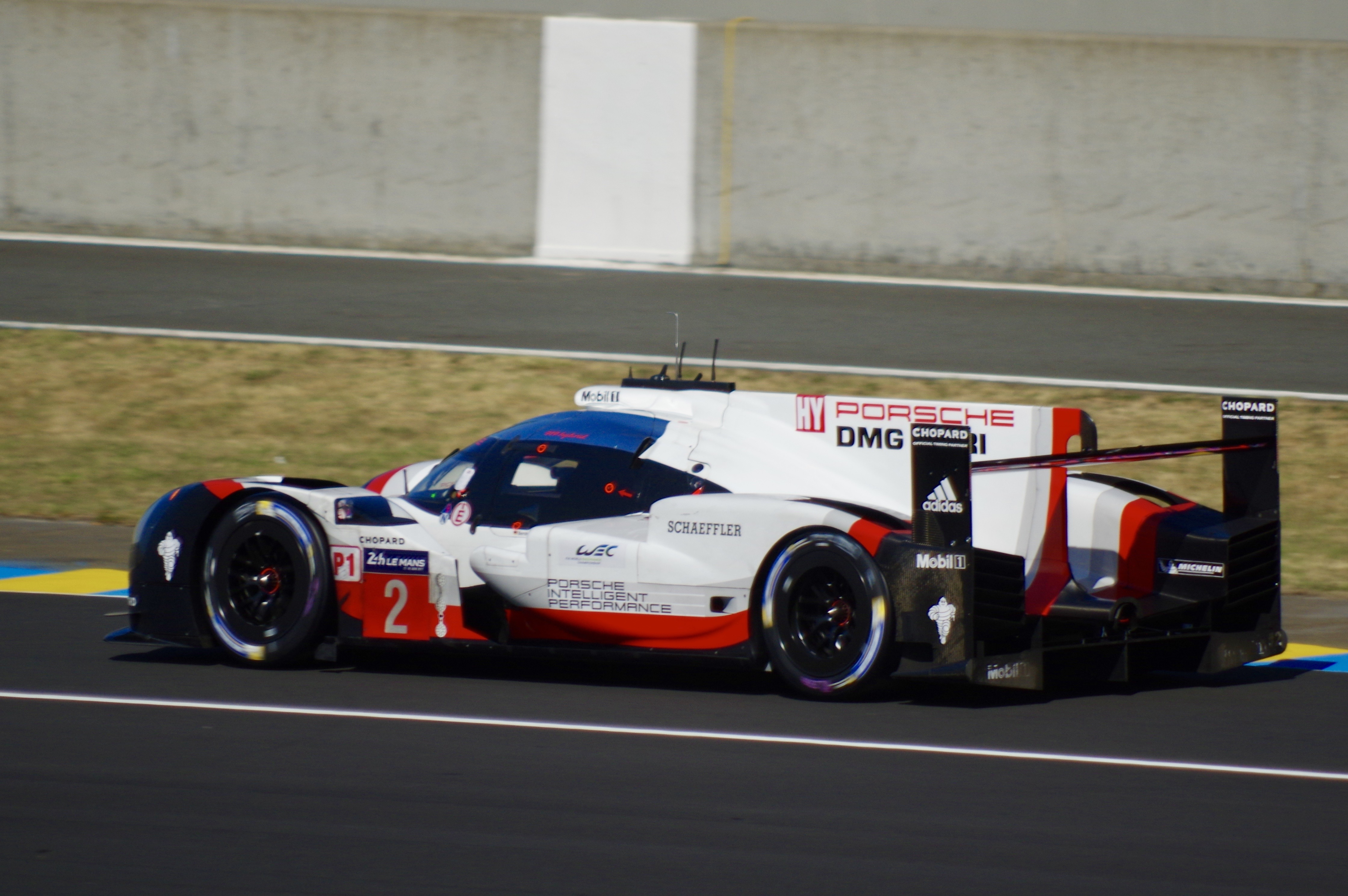
Porsche 919 Hybrid vencedor das 24 Horas de Le Mans de 2017